# 小倉鉄道

鉄道営業当時の社紋

小倉鉄道株式会社（こくらてつどう）は、福岡県北九州市小倉南区、直方市で機械製造業を営む会社である。
かつては同県内で鉄道を運営していた会社である。営業区間は現在の日田彦山線中間部、廃止された添田線の全区間に相当する。

## 歴史

### 金辺鉄道
金辺（きべ）鉄道株式会社（専務取締役小沢武雄）は、1896年（明治29年）、後に小倉鉄道線となる路線の仮免許を得て会社設立、福岡県企救郡足立村（現在の北九州市小倉北区）に本社を置いた。翌年本免許を得て、金辺峠を貫くトンネル開削などの工事に着手した。しかしながらトンネル開削に伴う難工事、日清戦争後の不況による資金不足などが原因で、1900年に工事が中止された。その後、金辺鉄道の経営は破綻し、会社は解散して、重役は破産し、技師長は自刃した。
- 1895年（明治28年）10月24日　発起人会開催
- 1896年（明治29年）
  - 7月31日　仮免状下付（小倉-筑豊鉄道下山田停車場間）[6]。
  - 8月15日　創立総会を開催
- 1897年（明治30年）3月22日 免許状下付（九州鉄道高浜停車場-筑豊鉄道下山田停車場間）[7]
- 1899年（明治32年）4月14日[8] 仮免状下付（企救郡東紫村大字志井-曾根田ノ浦間、弓削田停車場-田川郡神田村間、夏吉-方城間）[9]。
- 1900年（明治33年）7月21日 仮免状返納指示（企救郡東紫村大字志井-曾根田ノ浦間、弓削田停車場-田川郡神田村間）[8]。
- 1901年（明治34年）12月7日 仮免状返納（夏吉-伊方間）[10]。
- 1903年（明治36年）12月 免許失効
- 1904年（明治37年）2月8日 会社解散[11]、 免許失効（1897年3月22日免許 高浜-下山田間）[12]

### 小倉鉄道
小倉鉄道株式会社は、金辺鉄道の債権者らにより創立され、福岡県企救郡足立村大字砂津に本社を置いた。足立村 - 嘉穂郡熊田村（現在の嘉麻市）間の免許を再申請し、金辺鉄道の既成・未成の鉄道施設一切を譲受けて、実質的敷設権を継承した。
- 1903年（明治36年）12月15日 発起人により仮免状申請
- 1904年（明治37年）8月30日 仮免状下付（企救郡足立村-嘉穂郡熊田村間 発起人総代岩田作兵衛[13]）[14]。
- 1906年（明治38年）
  - 8月25日 創立総会を開催
  - 8月27日 本免許申請
- 1907年（明治40年）6月14日 免許状下付（企救郡足立村-嘉穂郡熊田村間 発起人総代三浦泰輔[13]）[15]。
- 1908年（明治41年）12月28日 仮免許状下付（企救郡足立村大字冨野-同郡柳ヶ浦村字原町間）[16]。
- 1911年（明治44年）9月9日 軽便鉄道に指定[17]。
- 1915年（大正4年）4月1日 東小倉 - 石田 - 上香春（現香春） - 今任 - 上添田（現添田）を開業[18]。
- 1915年（大正4年）11月5日 鉄道免許取消（田川郡勾金村-嘉穂郡熊田村間）[19]。
- 1916年（大正5年）3月31日 起業廃止により鉄道免許状返納（企救郡足立村-同郡柳ヶ浦間）[20]。
- 1918年（大正7年）
  - 2月26日 鉄道免許状下付（田川郡添田町-日田郡日田町間）[21]。
  - 4月21日 東小倉--富野連絡所間貨物運輸開始[22]
  - 9月 日田鉄道[23]へ鉄道敷設権譲渡（田川郡添田町-日田郡日田町間）[24]

1943年（昭和18年）5月1日、鉄道事業が鉄道省に戦時買収された。買収に当たり、会社は公債保有会社として存続することや、代金は国債をもって交付すること等が鉄道省及び大蔵省から指示された。
戦後、造船工場や鉄工所を経営したが、「小倉鉄道株式会社沿革史」を作成した1965年（昭和40年）頃には北九州市戸畑区で機械製造業を営み、主に各種歯車の製作を行っている。
2010年現在、北九州市小倉南区に本社を、直方市に工場を置き、自動車・農業機械・建設機械・その他一般産業機械向け歯車を生産している。

## 鉄道事業

### 輸送・収支実績
1915年から石炭輸送を開始して、翌年には営業収入の76%を占めるに至った。
| 年度 | 乗客（人） | 貨物量（トン） | 営業収入（円） | 営業費（円） | 益金（円） | その他益金（円） | その他損金（円）       | 支払利子（円） |
| ---- | ---------- | -------------- | -------------- | ------------ | ---------- | ---------------- | ---------------------- | -------------- |
| 1915 | 126,788    | 20,991         | 49,268         | 66,784       | ▲ 17,516   |                  |                        | 42,109         |
| 1916 | 189,363    | 238,794        | 201,679        | 91,507       | 110,172    | 47,500           | 償却金1,185            | 232,391        |
| 1917 | 257,364    | 480,301        | 368,194        | 130,784      | 237,410    |                  |                        | 230,228        |
| 1918 | 339,974    | 563,172        | 545,302        | 225,944      | 319,358    |                  | 建設費償却金207雑損350 | 208,346        |
| 1919 | 416,192    | 731,490        | 741,579        | 363,064      | 378,515    |                  | 1,859                  | 212,647        |
| 1920 | 439,914    | 606,826        | 834,287        | 404,529      | 429,758    |                  | 償却金10,537           | 215,448        |
| 1921 | 476,562    | 666,931        | 862,906        | 413,968      | 448,938    |                  |                        |                |
| 1922 | 490,710    | 671,247        | 858,606        | 415,092      | 443,514    |                  |                        |                |
| 1923 | 488,983    | 741,429        | 897,146        | 424,746      | 472,400    |                  |                        | 158,808        |
| 1924 | 482,325    | 759,602        | 906,680        | 418,433      | 488,247    |                  |                        | 161,955        |
| 1925 | 421,127    | 657,912        | 796,881        | 380,275      | 416,606    |                  |                        | 185,927        |
| 1926 | 393,544    | 913,063        | 998,070        | 441,556      | 556,514    |                  | 雑損12,110             | 193,522        |
| 1927 | 404,565    | 934,203        | 989,480        | 436,236      | 553,244    |                  |                        | 196,694        |
| 1928 | 399,065    | 907,123        | 943,606        | 429,919      | 513,687    |                  |                        | 196,220        |
| 1929 | 386,213    | 834,626        | 847,505        | 376,886      | 470,619    |                  |                        | 198,326        |
| 1930 | 344,995    | 715,536        | 729,711        | 430,276      | 299,435    |                  |                        | 199,704        |
| 1931 | 289,285    | 570,570        | 570,009        | 274,657      | 295,352    |                  | 償却金124,039          | 208,627        |
| 1932 | 259,032    | 540,820        | 501,473        | 267,772      | 233,701    |                  | 償却金78,300           | 204,073        |
| 1933 | 258,399    | 563,248        | 511,170        | 238,073      | 273,097    |                  | 雑損116,935            | 166,507        |
| 1934 | 439,456    | 729,602        | 669,737        | 328,386      | 341,351    |                  | 雑損償却金51,337       | 144,301        |
| 1935 | 442,254    | 892,916        | 784,963        | 347,478      | 437,485    |                  | 償却金17,005           | 128,433        |
| 1936 | 448,169    | 1,045,817      | 875,815        | 371,627      | 504,188    |                  | 償却金16,925           | 119,276        |
| 1937 | 573,927    | 1,079,433      | 924,107        | 441,652      | 482,455    |                  | 雑損3,140              | 109,156        |
| 1939 | 776,451    | 1,349,608      |                |              |            |                  |                        |                |
| 1941 | 1,075,571  | 1,282,280      |                |              |            |                  |                        |                |
| 1943 | 441,189    | 427,145        |                |              |            |                  |                        |                |

- 鉄道院年報、鉄道院鉄道統計資料、鉄道省鉄道統計資料、鉄道統計資料、鉄道統計、国有鉄道陸運統計各年度版。

### 車両
蒸気機関車 すべてタンク機関車
- 開業時は新製8両と鉄道省から払下げられた1両の計9両
  - 1 - 開業用に鉄道省より1370形（1370）の払下げを受けた。1902年アメリカボールドウィン製。履歴は紀和鉄道8→関西鉄道87→鉄道院1370。後部のオーバハングが長過ぎ台枠が弱く動揺が激しかったので1934年に従輪を追加した。詳細は国鉄1180形蒸気機関車#1370形を参照
  - 3-5 - 1914年ドイツヘンシェル製。国有化後、4は熊延鉄道に払下げられ、3・5は1285形（1285・1286）となった。詳細は国鉄1285形蒸気機関車を参照
  - 6-10 - 1914年ドイツヘンシェル製。水槽容量や引張力は鉄道省C12形を上回るといわれ、小倉鉄道では主力機として貨物列車に使用された。国有化後3085形（3085-3089）。詳細は国鉄3085形蒸気機関車を参照
  - 11 - 1917年鉄道省より3080形（3081）の払下げを受けた。1888年イギリスナスミス・ウィルソン製。1934年廃車。詳細は国鉄3080形蒸気機関車を参照
  - 2 - 1934年に江若鉄道より購入。1920年アメリカダヴェンポート製。1935年に売却
- 日華事変以降輸送量の増大により鉄道省より払下げをうけた。国鉄時代の番号をそのまま使用した
  - 2916 - 1934年国鉄より2900形の払下げを受けた。詳細は国鉄2100形蒸気機関車#2900形を参照
  - 3050・3051 - 1934年国鉄より3050形の払下げを受けた。3051は1942年小名浜臨港鉄道に譲渡。詳細は国鉄3050形蒸気機関車を参照
  - 242 - 1935年に国鉄より230形の払下げを受けた。1905年汽車製造会社製。詳細は国鉄230形蒸気機関車を参照

- 708・711 - 1936年国鉄より700形の払下げを受けた。詳細は国鉄400形蒸気機関車#500形・600形・700形を参照
  - 3401 - 1939年国鉄より3400形の払下げを受けた。詳細は国鉄3400形蒸気機関車を参照
  - C1211-C1214 - 1941年に国鉄C12形蒸気機関車と同形車を日本車輌製造で製造。国有化後C12形（C12 267-C12 270）。詳細は国鉄C12形蒸気機関車#鉄道省以外向けの同形機を参照

なお金辺鉄道は機関車を注文していたがキャンセルしており、北海道炭礦鉄道と阪鶴鉄道が引き取っている。詳細は国鉄1430形蒸気機関車と国鉄2040形蒸気機関車を参照
貨車
- ヲム301形（ヲム301 - ヲム313） 国有化後セム1形（セム3130 - セム3139、セム10000 - セム10002）になった。
- ヲム321形（ヲム321 - ヲム340） 国有化後セム1形（セム10003 - セム10022）になった。
- ヲム401形（ヲム401 - ヲム410） 国有化後セム1形（セム10023 - セム10032）になった。
- ヲム411形（ヲム411 - ヲム420） 国有化後セム1形（セム10033 - セム10042）になった。
- ヲム314形（ヲム314 - ヲム320） 国有化後セム3140形（セム3641 - セム3647）になった。
- セム1形（セム1 - セム110） 国有化後セム3750形（セム3750 - セム3859）になった。
- セム201形（セム201 - セム240） 国有化後セム3140形（セム3601 - セム3640）になった。

### 車両数の推移
| 年度      | 蒸気機関車 | 蒸気動車 | 客車 | 貨車 | 貨車 |
| 年度      | 蒸気機関車 | 蒸気動車 | 客車 | 有蓋 | 無蓋 |
| --------- | ---------- | -------- | ---- | ---- | ---- |
| 1915      | 9          |          | 8    | 16   | 180  |
| 1916      | 9          |          | 16   | 16   | 180  |
| 1917-1918 | 10         |          | 16   | 16   | 180  |
| 1919      | 10         |          | 16   | 16   | 205  |
| 1920      | 10         |          | 16   | 16   | 235  |
| 1921      | 10         |          | 16   | 15   | 236  |
| 1922      | 10         |          | 16   | 14   | 238  |
| 1923      | 10         |          | 16   | 14   | 258  |
| 1924-1925 | 10         |          | 16   | 14   | 268  |
| 1926      | 10         |          | 16   | 15   | 267  |
| 1927      | 10         |          | 16   | 14   | 268  |
| 1928-1931 | 10         |          | 16   | 12   | 270  |
| 1932      | 10         |          | 18   | 12   | 270  |
| 1933      | 10         | 2        | 19   | 12   | 270  |
| 1934      | 11         | 2        | 19   | 12   | 270  |
| 1935      | 14         | 3        | 19   | 102  | 290  |
| 1936      | 16         | 3        | 19   | 102  | 290  |
| 1937      | 16         | 3        | 21   | 106  | 290  |